# Enrico Forlanini
Enrico Forlanini, né le 13 décembre 1848 à Milan et mort le 9 octobre 1930 dans la même ville, est un ingénieur et inventeur italien, pionnier de l'aviation.
Il travailla longuement à Forlì dans la Società Anonima Forlivese per l’illuminazione a gas e per la fonderia di ferro.

## Biographie

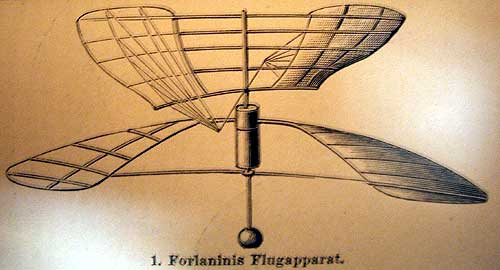

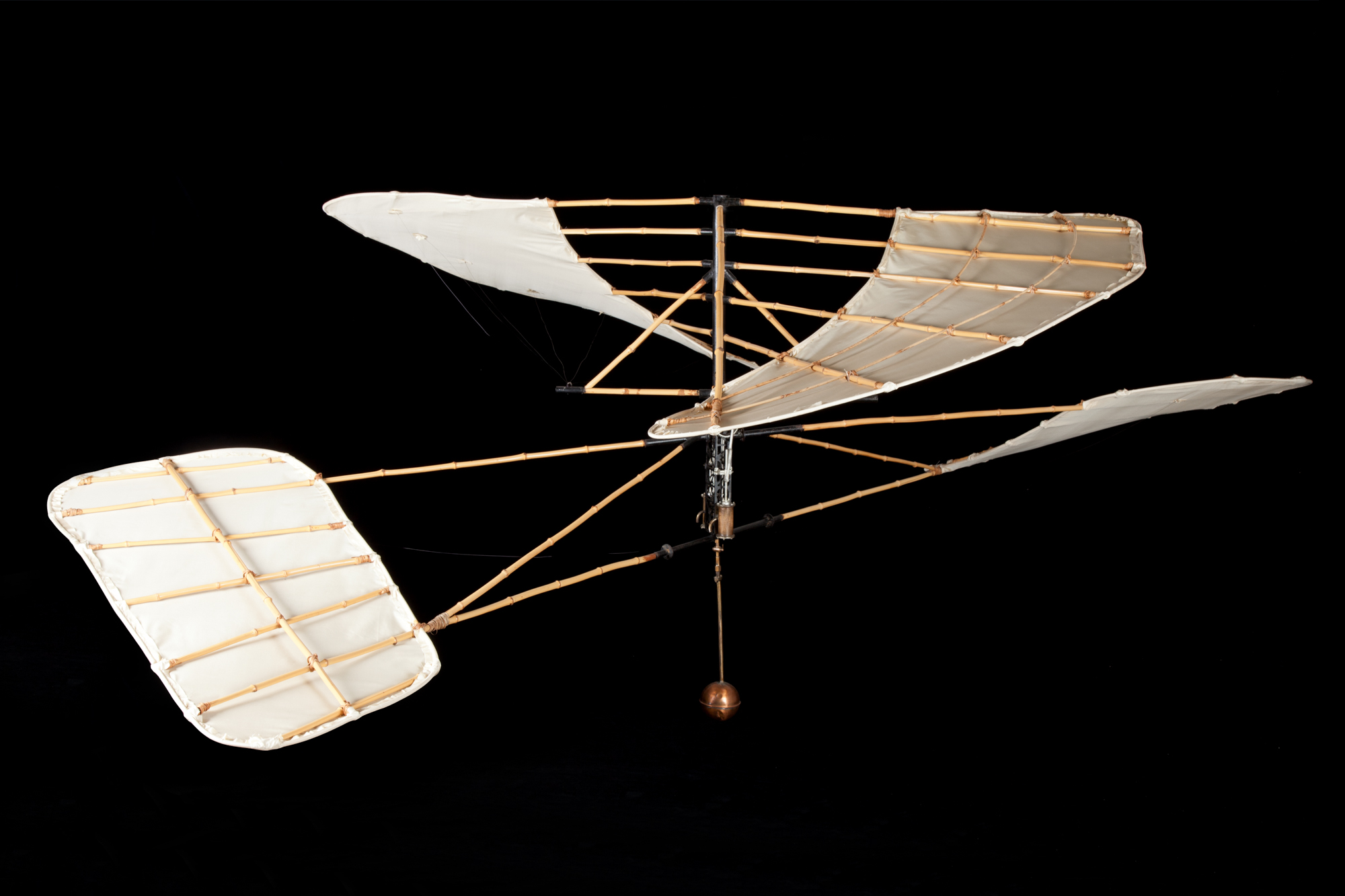
Hélicoptère experimental par Enrico Forlanini (1877), exposé au Musée des sciences et des techniques Léonard de Vinci de Milan.

Engagé par l'armée, il produit divers dirigeables semi-rigides et invente un petit hélicoptère mû par la vapeur surchauffée avant l'ascension et ne comportant pas de foyer. Cet appareil vole sur 13 m durant moins d'une minute lors de deux expériences à Alexandrie et Milan en 1877. On lui doit encore, entre autres, un hydroplane en 1905 et un aéronef en 1914.

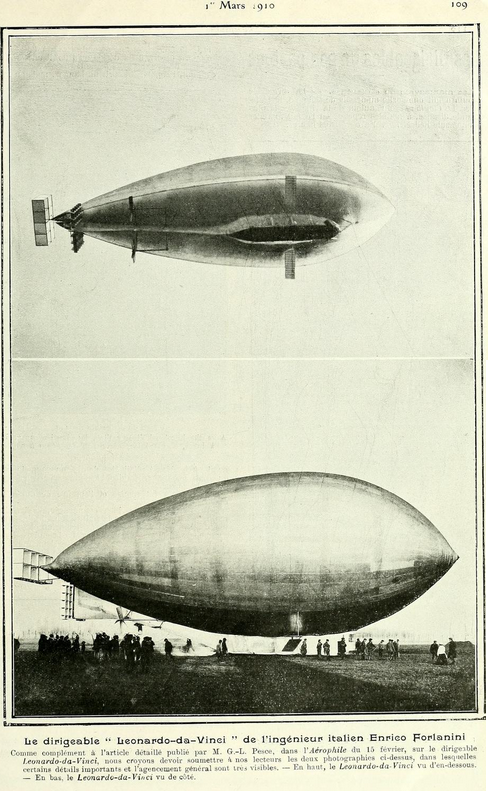
Dirigeable d'Enrico Forlanini

Connu comme l'un des inventeurs de l'hydroptère, son activité pionnière dans le secteur naissant de l'aéronautique est ainsi particulièrement significative dans le domaine des hélicoptères et des dirigeables. En plus de l'hydroptère, ses intuitions se portèrent sur les dirigeables : nacelle solidaire avec l'enveloppe pour réduire la résistance aérodynamique, première utilisation concrète de jets d'air comprimé pour le contrôle directionnel appliqué au dirigeable Omnia dir qui fera un vol posthume en 1931.
Jules Verne le mentionne dans le chapitre VI de son roman Robur-le-Conquérant (1886) et ses études semblent avoir inspirées le romancier pour la machine L’Épouvante du roman Maître du Monde (1904) où l'on retrouve le personnage de Robur.